# 藍花飯
藍花飯是馬來菜的一種米飯，是香草飯的一種，主要食材是藍色米飯、乾魚或炸雞、餅乾、泡菜等沙拉。米飯使用蝶豆的花瓣染色之後烹製，也可以用普通白米或用薑黃米烹製。它經常與釀辣椒（solok lada）和蝦餅一起食用。

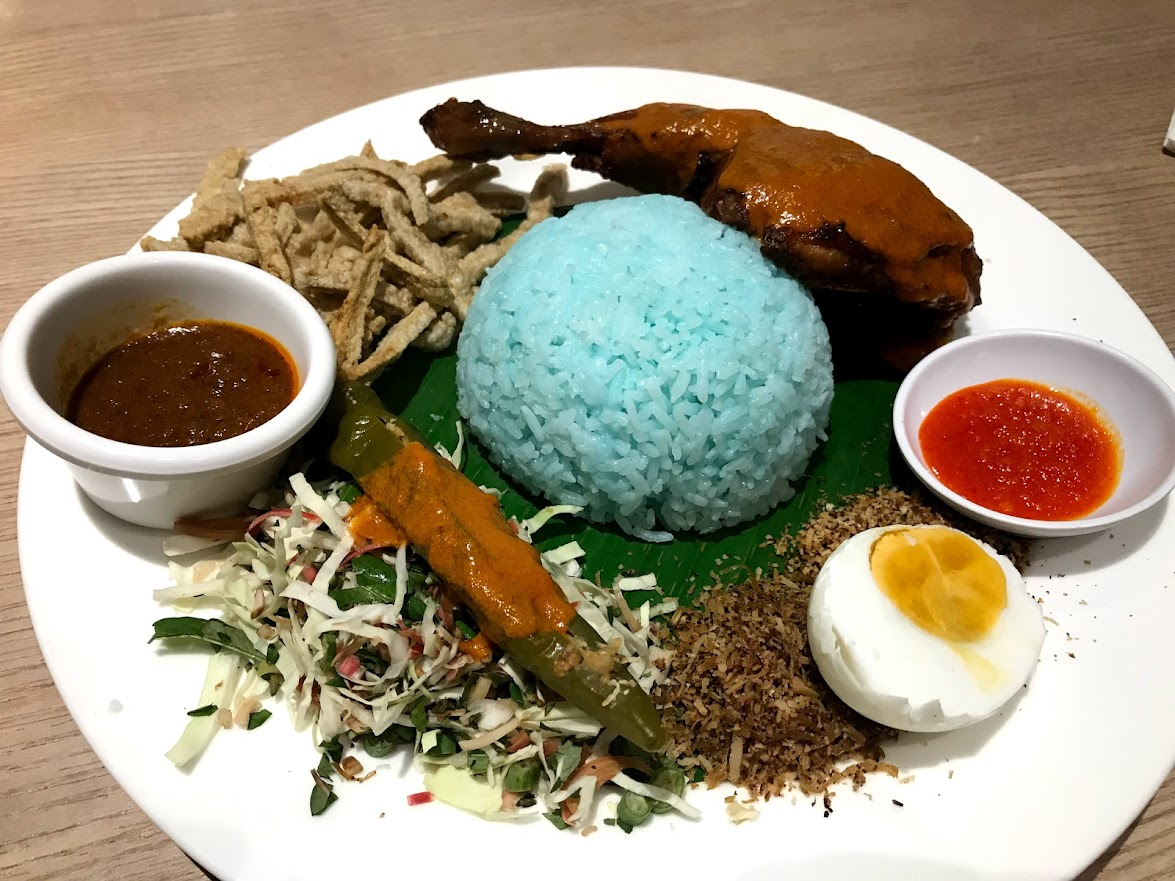
在吉隆坡商場餐廳所販售的藍花飯

藍花飯在馬來半島的東海岸州属非常受到歡迎，如吉蘭丹和登嘉樓。整個馬來西亞都可以吃到這種料理，在泰國南部地区也亦有分布——这种食物在泰国被稱為khāoyam (ข้าวยำ IPA：[kʰâːw jam])。